# Scott Jeffrey Reid
Pour les articles homonymes, voir Reid.
Scott Jeffrey Reid, né le 25 janvier 1964 à Hull, Québec, est un journaliste, historien, écrivain et homme politique canadien.
Il est élu député à la Chambre des communes du Canada de la circonscription ontarienne de Lanark–Carleton lors des élections fédérales canadiennes de 2000 sous la bannière de l'Alliance canadienne, il devient membre du Parti conservateur du Canada lors de la fusion de l'Alliance avec le Parti progressiste-conservateur. Sous cette nouvelle bannière, il siège ensuite comme député des circonscriptions ontariennes de Lanark—Frontenac—Lennox and Addington de 2004 à 2015, de Lanark—Frontenac—Kingston de 2015 à 2025 et de Lanark—Frontenac depuis 2025.

## Biographie

### Débuts et études
Reid est né à Hull (Québec). Il détient un B.A. en science politique et une M.A. en histoire de l'Université Carleton à Ottawa, et est une autorité respectée sur le fédéralisme et la Constitution canadienne. Il est élevé dans l'église unitarienne et adhère toujours à cette religion. Sa mère est juive et pour cette raison il est parfois cité comme une personnalité politique juive.
Avant de se lancer en politique, Reid est un auteur, journaliste et conférencier. Il travaille à Port Townsend (Washington) en 1990 et 1991, écrit sur les évènements à Ottawa entre 1992 et 1994 pour la revue Alberta Report, et écrit des textes d'opinion pour le National Post en 1999 et 2000. Durant l'année académique 1997-1998, il est instructeur à l'Université de Western Sydney en Australie. Reid siège au conseil des directeurs des magasins Giant Tiger Ltée., une compagnie familiale.

### Carrière d'écrivain
Reid est l'auteur de deux livres, Canada Remapped: Howe the Partition of Quebec Will Reshape the Nation (1992) et Lament for a Notion: The Life and Death of Canada's Bilingual Dream (1993). Dans le premier de ces livres, Reid argue que le gouvernement canadien doit établir un cadre légal clair afin de "réglementer la mécanique" d'une sécession provinciale et la partition d'une province sécessionniste. Bien qu'il ne prône ni la sécession ni la partition, il affirme qu'un tel cadre pourrait être nécessaire afin de prévenir que la violence sectaire de l'Irlande du Nord et de l'ex-Yougoslavie ne fasse surface au Canada, dans l'éventualité ou les électeurs québécois voteraient pour la sécession. Il conclut l'ouvrage en conseillant qu'une "méthode constitutionnelle légale" pour la sécession d'une province devrait être enchâssée dans la Constitution du Canada.
Le titre du second livre de Reid, Lament for a Notion, fait allusion au classique de George Grant publié en 1965, Lament for a Nation. Reid affirme dans cet ouvrage que le système existant de bilinguisme officiel au Canada a été un échec coûteux, basé sur un modèle utopique développé par l'ancien premier ministre Pierre Elliott Trudeau plutôt que sur le modèle, plus pratique selon Reid, du bilinguisme territorial, proposé par la Commission royale sur le bilinguisme et le biculturalisme de 1963-1970. Il affirme également que le système existant de bilinguisme officiel coûte à l'économie canadienne quatre milliards de dollars par année.
Sous le modèle de bilinguisme territorial de Reid, les services dans les langues officielles seraient offerts seulement dans les régions "relativement limitées" du pays où "l'anglais ou le français est la langue de la majorité locale où d'une forte minorité locale, mais pas de la majorité provinciale." Il affirme que cette approche apporte le plus petit taux de bouleversement pour les individus de tous les modèles de bilinguisme officiel, et la décrit comme l'approche la "plus juste" d'un point de vue utilitaire.
Lament for a Notion reçut une réponse mitigée dans la presse canadienne. Le Montreal Gazette lui adressa des critiques particulièrement sévères, le critique Goerge Tombs qualifiant les calculs de Reid sur le coût du bilinguisme officiel d'arbitraires et peu fiables. Une autre critique publiée dans le journal littéraire Books in Canada note que Reid prône un système d'éducation basée sur les bons de crédits, et décrit son concept de la justice comme "ce qu'offre le marché".
D'autres critiques furent plus positifs. Denis Smith écrit dans le Toronto Star que Lament était "un compte-rendu juste et dévastateur" du système existant de bilinguisme officiel, affirmant que ses recommandations sont "sensibles" et "très difficiles à réfuter". Le Calgary Herald décrit le livre comme "une étude remarquable : informé, provocateur, même visionnaire."
Reid a également écrit pour le journal américain Liberty, et se décrit lui-même comme plus libertarien que conservateur.

### Carrière politique
Reid sert à titre de conseiller constitutionnel au chef du Parti réformiste Preston Manning dans les années 1990 et est recherchiste senior pour le parti de 1994 à 1997. Après la formation de l'Alliance canadienne en 2000, il travaille comme écrivain de discours et organisateur dans la campagne au leadership de Stockwell Day. La même année, il dénonce la Loi sur la clarté du gouvernement de Jean Chrétien, disant qu'elle n'établit pas un cadre légal clair pour de futurs référendums sur la séparation du Québec.
Reid est d'abord élu à la Chambre des communes lors de l'élection fédérale de 2000 en tant que membre de l'Alliance canadienne, défaisant le libéral sortant Ian Murray dans la circonscription de Lanark—Carleton et devenant un de seulement deux représentants alliancistes en Ontario. Il est nommé critique de son parti pour les Affaires intergouvernementales (incluant les langues officielles) et sert en 2001-2002 à titre de vice-président du Comité permanent mixte de la Chambre des communes et du Sénat des langues officielles.
Reid est le principal organisateur de Stephen Harper en 2002 dans la campagne réussie de celui-ci pour la direction de l'Alliance canadienne contre Stockwell Day. L'année suivante, il est nommé négociateur-en-chef pour l'Alliance dans les négociations pour une fusion éventuelle avec le Parti progressiste-conservateur. Ces négociations mènent à la création du Parti conservateur du Canada.
Tôt dans la campagne électorale de 2004, Reid déclenche une controverse nationale en réaffirmant son opinion que le bilinguisme officiel est appliqué de manière trop large au Canada et devrait être revu par les comités permanents des communes et du Sénat sur les langues officielles. Il est obligé de démissionner de son poste de critique pour les langues officielles le lendemain, et précise que ses opinions ne représentent pas la politique officielle du parti. La controverse n'endommage pas ses chances de se faire réélire : il défait le sortant libéral Larry McCormick par plus de 10 000 voix dans la circonscription redessinée de Lanark—Frontenac—Lennox and Addington.
Le Parti libéral remporte un gouvernement minoritaire après l'élection de 2004, et Reid sert dans la 38e législature du Canada en tant que membre de l'opposition officielle. Après l'élection, il est nommé critique de la réforme démocratique.
Reid combine des positions libertariennes et socialement conservatrices sur certaines questions. Il est pro-vie, mais s'oppose également à la peine de mort. En 2001, Reid est l'un de quatre députés alliancistes à défier son parti et voter contre la Loi anti-terroriste, affirmant qu'elle violait les libertés civiles traditionnelles et devrait être limitée dans le temps par une clause spéciale. Il vote contre le projet de loi sur le mariage homosexuel en 2005 après avoir consulté ses commettants sur la question, affirmant que la loi violait les droits religieux.
Dans ces deux premiers mandats en tant que député, Reid devient associé de près aux efforts pour mettre fin à la persécution des adhérents au Falun Gong en Chine. Une motion (M-236) présentée par Reid, qui réclame que le premier ministre Jean Chrétien aborde la question de treize adhérents au Falun Gong emprisonnés avec des liens familiaux étroits avec le Canada, est adoptée à l'unanimité par la Chambre des communes le 24 octobre 2002. Cette motion est un facteur qui contribue à la libération de certains des prisonniers et leur immigration subséquente au Canada. Malgré les efforts de Reid, le département de l'immigration canadienne refusa d'admettre Mingli Lin, un prisonnier nommé dans la motion M-236, et Lin est arrêté de nouveau en 2005.
Reid est réélu lors de l'élection fédérale canadienne de 2006 lorsque les conservateurs remportent un mandat minoritaire. Il est alors leader-adjoint du gouvernement en chambre.
Il est réélu en 2008, 2011, 2015, 2019, 2021 et 2025.

## Faits divers
- Reid était le seul membre végétarien du caucus allianciste élu en 2000.